# Vladimir Kajzelj
Vladimir Kajzelj, född 5 juni 1905 i Ljubljana i Österrike-Ungern (nuvarande Slovenien), död 4 juni 1972 i Novo Mesto i Jugoslavien, var en jugoslavisk (slovensk) vinteridrottare som var aktiv inom längdskidåkning under 1920-talet. Han medverkade vid olympiska vinterspelen 1924 i längdskidåkning 18 kilometer, där han kom på trettiofjärde plats.